# 国府町 (豊川市)
国府町（こうちょう）は、愛知県豊川市の町名。

## 地理
豊川市西部に位置し、久保町・新栄町・新青馬町・国府南・森・御津町広石・御津町豊沢・御油町に接する。

### 字一覧
出典 : 
- 青馬（あおうま）
- 池田（いけだ）
- 岡本（おかもと）
- 鍛冶ヶ谷（かじがや）
- 上河原（かみがわら）
- 上坊入（かみぼうにゅう）
- 寒若寺（かんにゃくじ）
- 菰敷（こもしき）
- 桜田（さくらだ）
- 実正（じっしょう）
- 清水（しみず）
- 下河原（しもがわら）
- 下坊入（しもぼうにゅう）
- 仙路（せんじ）
- 高畑（たかばた）
- 茶ノ休（ちゃのきゅう）
- 天神（てんじん）
- 豊成（とよなり）
- 中道（なかみち）
- 西浦（にしうら）
- 船原（ふなはら）
- 堀合（ほりあい）
- 前崎（まえさき）
- 前田（まえだ）
- 的場（まとば）
- 向河原（むこうがわら）
- 社脇（しゃわき）
- 薮下（やぶした）
- 山ノ入（やまのいり）
- 流霞（りゅうか）

### 河川
- 音羽川

## 歴史
宝飯郡国府村を前身とする。

### 町名の由来
古くから三河国の国府が存在していたことによる。

### 沿革
- 1889年（明治22年）10月1日 - 町村制施行・合併に伴い、国府村大字国府となる[1]。
- 1894年（明治27年）6月23日 - 町制施行に伴い、国府町大字国府となる[1]。
- 1943年（昭和18年）6月1日 - 合併・市制施行に伴い、豊川市大字国府となる[1]。
- 1944年（昭和19年）9月19日[9] - 国府町に改称[1]。
- 1953年（昭和28年）10月2日 - 一部が新青馬町となる[10]。
- 1960年（昭和35年）3月21日 - 一部が新栄町2〜3丁目となる[10]。
- 1983年（昭和58年）3月31日 - 一部が国府南となる[10]。

## 世帯数と人口
2019年（平成31年）3月31日現在の世帯数と人口は以下の通りである。
| 町丁   | 世帯数    | 人口    |
| ------ | --------- | ------- |
| 国府町 | 1,491世帯 | 3,521人 |

### 人口の変遷
国勢調査による人口の推移
| 1995年（平成7年）  | 3,953人 | [ 11 ] |  |
| 2000年（平成12年） | 3,747人 | [ 12 ] |  |
| 2005年（平成17年） | 3,658人 | [ 13 ] |  |
| 2010年（平成22年） | 3,601人 | [ 14 ] |  |
| 2015年（平成27年） | 3,489人 | [ 15 ] |  |

## 学区
市立小・中学校に通う場合、学区は以下の通りとなる。また、公立高等学校全日制普通科に通う場合の学区は以下の通りとなる
| 字・番地等           | 小学校             | 中学校             | 高等学校 |
| -------------------- | ------------------ | ------------------ | -------- |
| 字山ノ入120〜127番地 | 豊川市立御油小学校 | 豊川市立西部中学校 | 三河学区 |
| その他               | 豊川市立国府小学校 | 豊川市立西部中学校 | 三河学区 |

## 施設
- 愛知県立国府高等学校
- 豊川市立国府保育園
- 豊川市立国府小学校
- 豊川市立西部中学校
- MEGAドン・キホーテUNY国府店
- 蒲郡信用金庫国府支店
- 岡崎信用金庫国府支店
- JAひまわり国府支店
- 豊川国府郵便局
- 大社神社
- 守公神社
- 長泉寺
- 極楽寺
- 高膳寺
- 南田寺
- 弘法山公園(地区公園)
- 桜田公園

## 交通
- 国道1号
- 愛知県道5号国府馬場線（姫街道）
- 愛知県道372号大塚国府線（平坂街道）
- 愛知県道374号長沢国府線（旧東海道）
- 愛知県道375号前芝国府停車場線（国府駅通り）

## その他

### 日本郵便
- 郵便番号 : 442-0854[4]（集配局：豊川郵便局[18]）。